# Espurio Postumio Albino Magno
Espurio Póstumo Albino Magno  magistrado romano, fue cónsul en el 148 a. C., año en que un gran fuego destruyó parte de la ciudad de Roma. Tuvo a Lucio Calpurnio Pisón Cesonino como colega.
Cicerón lo menciona en una obra suya.